# Camptoptera concava
Camptoptera concava är en stekelart som beskrevs av Taguchi 1972. Camptoptera concava ingår i släktet Camptoptera och familjen dvärgsteklar.
Artens utbredningsområde är Filippinerna. Inga underarter finns listade.